# Борово (Крива Паланка)
Борово (мкд. Борово) је насеље у Северној Македонији, у североисточном делу државе. Борово је у оквиру општине Крива Паланка.

## Географија
Борово је смештено у североисточном делу Северне Македоније. Од најближег већег града, Куманова, село је удаљено 75 km источно.
Село Борово се налази у историјској области Славиште. Насеље је положено високо, на северозападним висовима планине Осоговских планина, на око 1.100 метара надморске висине.
Месна клима је планинска због знатне надморске висине.

## Становништво
Борово је према последњем попису из 2002. године имало 87 становника. Од тога огромну већину чине етнички Македонци (100%).
Претежна вероисповест месног становништва је православље.